# Драконова костенурка
Драконовата костенурка е легендарно китайско създание, което съчетава две от четирите небесни животни от китайската митология: черупката на костенурка с тяло на дракон се популяризира като положителен орнамент във Фън Шуй, символизиращ смелост, решителност, плодовитост, дълголетие, сила, успех и подкрепа. Декоративни дърворезби или статуетки на създанието традиционно се поставят с лице към прозореца.

## Драконовата костенурка във Фъншуй
Символиката на костенурката като едно от „четирите мъдри създания“ от древността е запазила своята популярност сред съвременните фенове на фън шуй.